# Tajgahumla
Tajgahumla (Bombus cingulatus) är en insekt i överfamiljen bin (Apoidea) och släktet humlor.

## Utbredning
Tajgahumlan finns i Norge, mellersta och norra Sverige och Finland samt österut genom norra Ryssland till den sydsibiriska Stilla havskusten med sydgränsen mellan Chabarovsk och södra Sachalin.
I Sverige är den mindre allmän från norra Svealand (Dalarna) och norrut genom  Norrland med undantag för kalfjället.
I Finland förekommer den i de norra och mellersta delarna av landet med ungefärlig sydgräns i mellersta Satakunta, sydvästra Södra Savolax och norra Södra Karelen.
Arten har gått tillbaka i Sverige, förmodligen på grund av den globala uppvärmningen. Tillbakagången har dock inte varit tillräckligt hög för att motivera någon rödlistning, utan Artdatabanken klassificerar den som livskraftig ("LC"). Även i Finland är arten klassificerad som livskraftig.

## Beskrivning
Tajgahumlan är en liten till medelstor art med kort tunga. Humlan har en rödbrun mellankropp med ett svart band mittpå, samt svart bakkropp med vit spets. Hos arbetarna och hanarna är det svarta mellankroppsbandet mycket otydligt eller saknas helt. Hos hanen är även det främsta bakkroppsegmentet rödbrunt. Dessutom har hanarna vit nos till skillnad från honorna, som har svart nos. Taigahumlan är mycket lik hushumlan, men denna har aldrig något svart band över mellankroppen.

## Ekologi
Tajgahumlan uppträder i tajgans barrskogslandskap. De vanligaste näringsväxterna är kråkvicker, gullris och mjölkört.